# Adam Afzelius (botaniker)
 For alternative betydninger, se Adam Afzelius. (Se også artikler, som begynder med Adam Afzelius)
Adam Afzelius (8. oktober 1750 – 20. januar 1837) var en svensk botaniker.
Afzelius studerede først østerlandske sprog, i hvilke han blev docent i 1777. Han skiftede dog snart efter til naturvidenskab, og han blev en af Carl von Linnés elever. I 1785 blev demonstrator i botanik i Upsala. I 1792 rejste han til Sierra Leone, men måtte for sit helbreds skyld allerede næste år vende tilbage til London. I 1794 vendte han dog tilbage til Sierra Leone for at forske.
Afzelius havde der tilvejebragt store, botaniske samlinger, men han måtte se dem blive ødelagt af franskmændene, som gjorde angreb på besiddelserne. Med understøttelse fra England rejste han imidlertid videre hen ad Guinea-kysten og vendte i 1796 med nye, rige samlinger tilbage til London. Her var han nu ved gesandtskabet til 1799, hvorpå han tog hjem til Sverige. I 1797 havde man her tildelt ham medicinsk doktordiplom.
Afzelius har skrevet en del botaniske afhandlinger og givet oplysninger om flere af ham opdagede lægeplanter; dog er han især bekendt ved de af ham i 1823 publicerede "Egenhändige anteckningar af Carl Linnæus om sig sjelf". Gmelin har efter ham opkaldt en Slægt (af de Maskeblomstredes Fam.) Afzelia, der dog næppe mere opretholdes. Desuden mindes hans navn i botanikken ved Amomum Afzelii og Rosa Afzeliana, ligesom hans navn også genfindes i entomologien.
Autornavnet Afzel. kan bruges for Adam Afzelius (botaniker) sammen med et videnskabeligt artsnavn inden for botanikken. (Wikipedia-artikler der bruger autornavnet)